# Rimakokova
Rimakokova (szlovákul: Kokava nad Rimavicou) község Szlovákiában, a Besztercebányai kerületben, a Poltári járásban. A 20. század elején nevét Rimakókára magyarosították, de 1906-ban visszakapta a korábbi nevet.

## Fekvése
Rimaszombattól 27 km-re, északnyugatra fekszik.

## Története
A falu a 15. század második felében keletkezett, 1481-ben „Kokaua" alakban említik először. A Losonczi, később a Forgách család birtoka, akik üveggyárat alapítottak a községben. A gyár az 1930-as évekig működött.
A 18. század végén Vályi András így ír róla: „KOKOVA. Tót falu Kis Hont Várm. földes Urai G. Forgách, és több Uraságok, lakosai evangelikusok, fekszik Rima vize mellet Rimótzának szomszédságában, határja bőven terem rozsot, árpát, legelője tágas, fája van mind a’ két féle, piatzozása Beznó Bányán, mellyel határos, deszkát, létzet, sindelyt is tsinálnak, hegyei meredekek, mindenféle értzet foglalnak magokban, leg nevezetesebbek Bohato, és Horepa nevűek, az elsőből aranyat, a’ másodikból rezet ásnak, mostan is dolgoznak itten; a’ legnagyobb pisztrángokat itt fogják a’ Rima vizének egy ágában, melly itt kezdődik."
Rimakokovának 1828-ban 237 háza és 1929 lakosa volt.
Borovszky monográfiasorozatának Gömör-Kishont vármegyét tárgyaló része szerint: „Kokova, a Rimócza patak mellett fekvő tót nagyközség, 628 házzal és 4355, túlnyomóan ág. ev. h. vallású lakossal. A ghimesi és gácsi gróf Forgách család telepítette község. 1897-ben Dub Albert lett a birtokosa, legutóbb pedig Lamarche Albert lüttichi czég vette meg a 8000 kat. hold kiterjedésű birtokot, a hozzátartozó üveg- és fagyapotgyárakkal, a mely utóbbit Knöpfler Károly itteni birtokos és gőzfürésztulajdonos bérli. Üveghutája és fűrészmalma már nagyon régi, de itt csakis táblaüveget állítanak elő; ellenben a községhez tartozó újantalvölgyi üveggyárban mindenféle üveg készül. Ez az Üveggyár Részvénytársaság tulajdona. E gyárról más helyen részletesebben szólunk. A XVIII. században a kincstárnak arany- és ezüstbányája is volt itt, a mult század első felében pedig az üveggyáron kívül papír- és hamuzsírgyár. Ez időben a gróf Haller családnak is volt itt birtoka. Ez időszerint ez a vármegye legvagyonosabb községe. A lakosok olvasó, társalgó és iparoskört tartanak fenn. A községben még a Forgáchoktól épített emeletes kastély van. A két templom közül az ág. h. evangelikus 1566-ban, a katholikus 1803-ban épült. Ide tartoznak Háj, Ljesnicza, Havrillo, Császárpatak, Cseremos, Jaszeninka, Drahova, Mocsár, Grón, Zakliesno, Farbaska, Kokavka, Turcsokova, Paszeka, Djel, Filova-Kalmanka, Vlkov és a már említett Újantalvölgyi üveggyári telep. A község postája helyben van, távírója és vasúti állomása pedig Rimabánya."
A trianoni diktátumig Gömör-Kishont vármegye Rimaszombati járásához tartozott.
Faiparáról, papírgyártásáról, sípályáiról nevezetes település. Ez utóbbi sípályák és a környezetében lévő panziók a falutól 8 km-re található üdülőövezetben vannak. A pályák és a nagyobb panziók tulajdonosai felvidéki (rimaszombati, füleki stb.) magyarok, akik kis magyar világot varázsoltak a nyelvhatártól északra, 40–50 km-re.

## Népessége
| Év:            | 1994. | 2004.   | 2014.   | 2024.   |
| -------------- | ----- | ------- | ------- | ------- |
| Emberek száma: | 3167  | 3118    | 2971    | 2703    |
| Eltérés:       |       | -1,54 % | -4,71 % | -9,02 % |

| Év:            | 2023. | 2024.   |
| -------------- | ----- | ------- |
| Emberek száma: | 2737  | 2703    |
| Eltérés:       |       | -1,24 % |

1880-ban 3314 lakosából 3043 szlovák, 130 magyar, 25 német és 17 egyéb anyanyelvű, továbbá 5 idegen és 94 csecsemő volt.
1890-ben 3661-en lakták: 3349 szlovák, 205 magyar, 45 német és 62 egyéb anyanyelvű.
1900-ban 4355 lakosából 3737 szlovák, 369 magyar, 105 német, 4 román és 140 egyéb anyanyelvű; ebből 2277 római katolikus, 1952 evangélikus, 111 zsidó, 9 református, 4 görögkatolikus, 1 pravoszláv és 1 más vallású volt.
1910-ben 4645-en lakták: 3678 szlovák, 710 magyar és 107 német anyanyelvű.
2001-ben 3117 lakosából 2996 szlovák és 7 magyar volt.
2011-ben 3035 lakosából 2880 szlovák, 59 roma, 10 cseh és 4 magyar.

## Neves személyek
- Itt született 1938-ban Igor Kovačovič pedagógus.
- Itt született 1940-ben Milan Bobro geológus.
- Itt született 1949-ben Leon Sokolovský történész.

## Nevezetességei
- Evangélikus temploma 1566-ban épült reneszánsz stílusban, többször átépítették, 1912-ben bővítették.
- A faluban klasszicista stílusú Forgách-kastély található, mely a 19. század elején épült. 1952-ben átépítették.
- Római katolikus templomát 1803-ban emelték klasszicista stílusban.
- Késő klasszicista kápolnája 1847-ben készült.
- Zsinagógája a 19. század végén létesült historizáló stílusban.